# الدوري البلغاري الوطني لكرة السلة
الدوري البلغاري الوطني لكرة السلة هو دوري كرة سلة للمحترفين في بلغاريا تأسس في 1942 يلعب فيه 9 فرق. فريق لوك أويل أكاديميك هو الأكثر تتويجا باللقب.

## أبرز الفرق
- لوك أويل أكاديميك
- ليفسكي صوفيا لكرة السلة

## وصلات خارجية
- الموقع الإلكتروني